# 贾恩卡洛·德西斯蒂
贾恩卡洛·德西斯蒂（義大利語：Giancarlo De Sisti，1943年3月13日—），意大利男子足球运动员，场上位置是中场。他曾代表意大利国家队参加1970年国际足联世界杯，结果获得亚军。